# Мілковиці-Пашкі
Мілковиці-Пашкі (пол. Miłkowice-Paszki) — село в Польщі, у гміні Дорогичин Сім'ятицького повіту Підляського воєводства.
Населення — 136 осіб (2011).
У 1975-1998 роках село належало до Білостоцького воєводства.

## Демографія
Демографічна структура станом на 31 березня 2011 року:
|          | Загалом | Допрацездатний вік | Працездатний вік | Постпрацездатний вік |
| -------- | ------- | ------------------ | ---------------- | -------------------- |
| Чоловіки | 67      | 18                 | 38               | 11                   |
| Жінки    | 69      | 9                  | 36               | 24                   |
| Разом    | 136     | 27                 | 74               | 35                   |